# The Defeat of the City
The Defeat of the City è un film muto del 1917 diretto da Thomas R. Mills. La sceneggiatura si basa su The Defeat of the City, un racconto di O. Henry pubblicato in Voice of the City (Garden City, 1908).
Fu il primo di una serie di lungometraggi basati sulle storie di O. Henry prodotte dalla Broadway Star Features Co.

## Trama
Arrivato in città, Robert Walmsley diventa un famoso avvocato e fa un gran matrimonio con la ricca ed elegante Alice Van Der Pool, che lo introduce nei migliori salotti della città. Robert, però, nasconde anche alla moglie le sue umili origini di ragazzo di campagna. Così, quando lei gli chiede di presentarlo a sua madre, lui è terrorizzato al pensiero che l'aristocratica moglie possa rimanere inorridita nel vedere come ha vissuto la sua infanzia. Quando, in campagna, dopo aver passato un'intera giornata a lavorare nei campi dell'azienda familiare, rivede la moglie, si sente sollevato nel sentirla dichiarare che lei pensava di aver sposato un signore, ma che adesso ha scoperto di aver sposato qualcosa di meglio, un vero uomo.

## Produzione
Il film fu prodotto dalla Vitagraph Company of America (come Broadway Star Features).

## Distribuzione
Distribuito dalla General Film Company, il film uscì nelle sale cinematografiche statunitensi il 1º settembre 1917.